# Москаленко Володимир Васильович
Володи́мир Васи́льович Москале́нко (нар. 29 вересня 1953, м. Коростень, Житомирська область, УРСР) — міський голова (від 1998 року) Коростеня — районного центру та міста обласного значення Житомирської області. 

## Життєпис
Народився в сім'ї робітників-залізничників. Українець. Закінчив міську загальноосвітню школу № 8 та Морську школу в естонському місті Пярну. Працював матросом естонського пароплавства, у 1971—73 роках проходив строкову службу на військову флоті.
Після закінчення служби в 1974 році повернувся до рідного міста і продовжив трудову діяльність у локомотивному депо станції «Коростень» слюсарем, а згодом помічником машиніста тепловоза.
У 1976 році обраний секретарем комсомольської організації локомотивного депо, де працював до 1978 року.
З 1978 до 1990 року працював секретарем Коростенського міського комітету комсомолу та в міському комітеті компартії України.
У 1981 році закінчив філософський факультет Київського державного університету ім. Шевченка.
У 1990 році на альтернативних виборах був обраний першим секретарем Коростенського міського комітету компартії України.
Після припинення діяльності Комуністичної партії в 1991 році створив виробничу фірму «Верас», директором якої працював до 1998 року.
У 1992 році закінчив Київський інститут політології.
У березні 1998 року був вперше обраний міським головою Коростеня. До цього — депутат міської ради п'яти скликань (загалом шести). У 2002, 2006 і 2010 роках переобраний на цю посаду.
Рішенням XXVI сесії V скликання Москаленку Володимиру Васильовичу присвоєно звання «Почесний громадянин міста Коростень».

## Нагороди та відзнаки
- відзнака Президента України,
- орден «За заслуги» третього та другого ступенів[3],
- орден «Чорнобильський Хрест: Мужність. Честь. Гуманність»,
- Ювілейний орден «Різдво Христове — 2000»" І ступеня,
- Орден преподобного Нестора Літописця,
- Орден «Святого Володимира»,
- «1020 років Хрещення Київської Русі»
- Медаль «За трудову доблесть»,
- Ювілейна медаль «10 років незалежності України»,
- Ювілейна медаль «300 років Російському флоту» (Указ Президента Російської Федерації).
- Почесний громадянин Коростеня (2008)[4].
- Відзначений Міжнародною нагородою — орденом «Содружество» за розвиток інтеграційних процесів, відродження національних економік та зміцнення міжнародних економічних зв'язків, активізацію зусиль ділової громадськості країн Євразійського економічного простору[5].

## Виноски
1. ↑  Місцеві вибори: як проголосувала Житомирщина?, інф. за 07-11-2010 на merkury.com.ua. Архів оригіналу за 4 березня 2016. Процитовано 9 травня 2011.
2. ↑  Інформація на ridnamoda.com.ua. Архів оригіналу за 4 грудня 2010. Процитовано 9 травня 2011.
3. ↑  Указ Президента України від 17 вересня 2007 року № 886/2007 «Про відзначення державними нагородами України працівників підприємств, установ та організацій Житомирської області»
4. ↑  Почесні громадяни міста Коростень. Коростенська міська рада. Офіційний сайт. Процитовано 11.11.2022. (укр.)
5. ↑  Біографічна довідка Москаленка Володимира Васильовича [Архівовано 27 вересня 2016 у Wayback Machine.] на Офіційний сайт міста Коростень [Архівовано 28 квітня 2010 у Wayback Machine.]